# Fédération française des échecs
De Fédération française des échecs of FFE (Frans voor Franse Schaakfederatie) is de overkoepelende sportbond van de schaaksport in Frankrijk. De bond is aangesloten bij de Fédération Internationale des Échecs (FIDE), de internationale schaakbond en zetelt in Saint-Quentin-en-Yvelines, in de buurt van Parijs.
De bond werd op 19 maart 1921 opgericht. Sinds 20 mei 1952 wordt de bond erkend door het Franse ministerie van onderwijs en sinds 19 januari 2000 is het een officiële sportbond.
In 2008 telde de bond 913 schaakverenigingen met in totaal 50.693 leden. Deze clubs zijn verdeeld over 27 regionale kampioenschappen.